# Sveriges konsthantverkare och industriformgivare
Sveriges konsthantverkare och industriformgivare, KIF, bildades 1961 som de svenska konsthantverkarnas och industriformgivarnas fackliga organ. Efter en sammanslagning är det sedan 2015/2017 en del av Konstnärernas riksorganisation.

## Historia
1990 bildade föreningen Konsthantverkscentrum. Syftet var att underlätta kontakter mellan konsthantverkarna och dessas uppdragsgivare.
2008 tecknade KIF tillsammans med Konstnärernas riksorganisation (KRO) ett avtal angående medverkans- och utställningsersättningar med Statens Kulturråd. MU-avtalet är bindande för alla statliga institutioner men även vägledande för utställningsarrangörer i allmänhet. Bland annat tillämpar flera länsmuseer och kommunala konsthallar runtom i Sverige avtalet.
2015 slogs KIF samman med Konstnärernas riksorganisation, vilket resulterade i KRO/KIF. Sammanslagningen fullbordades på KRO/KIF:s riksmöte 2017, då organisationen återigen bytte namn till Konstnärernas riksorganisation.

## Ordförande
- Stig Lindberg, 1961-1964
- Folke Arström, 1964-1967
- Claës E. Giertta, 1967-1969
- Gunilla Lagerbielke, 1969-1971
- Tom Möller, 1971-1973
- Gunilla Fleming, 1973-1976
- Kjell Blomberg, 1976-1978
- Ulla Parkdal, 1978-1982
- Ove Thorsén, 1982-1986
- Åsa Brandt, Conni Hultberg, Kerstin Jacobsson, 1986-1987
- Åsa Brandt, Conni Hultberg, Carin Nordling, 1987-1988
- Conni Hultberg, Lena Andersson[förtydliga], Staffan Nilsson, 1988-1989
- Conni Hultberg, 1989-1990
- Lars Frisk, 1990-1994
- Eva Ullberg, Per Brandstedt, Mia Persson, 19xx-19xx
- Mia Persson, Jonas Roth, Maria Ängquist-Klyvare, 19xx-19xx
- Maria Ängquist-Klyvare, 1997–2000
- Annika Ekdahl, 2000–2002
- Gunilla Kihlgren, 2002–2010
- Camilla Skorup, 2010–2011
- Johan Wingestad, 2011-2015
- Sanna Svedestedt Carboo, 2015-2019